# Elina Lampela
Elina Aino Sofia Lampela (Irving, 18 febbraio 1998) è un'astista finlandese.

## Biografia
Nel 2013 viene selezionata per rappresentare la Finlandia al Festival olimpico della gioventù europea di Utrecht, dove riesce a conquistare la medaglia d'argento nel salto con l'asta. L'anno successivo si classifica nona ai campionati mondiali juniores di Eugene 2014, mentre nel 2015 conclude al quarto posto la gara del salto con l'asta dei campionati europei juniores di Eskilstuna.
Il 2021 vede la sua prima partecipazione olimpica ai Giochi di Tokyo, dove però non riesce a superare i turni di qualificazione, così come ai campionati mondiali di Eugene 2022, anno in cui riesce però a classificarsi undicesima ai Campionati europei di Monaco di Baviera.
Nel 2023 si ferma ai turni di qualificazione del salto con l'asta ai campionati europei indoor di Istanbul e ai campionati mondiali all'aperto di Budapest. Nel 2024, dopo aver conquistato il quarto posto in classifica ai campionati europei di Roma, si posiziona quattordicesima nella finale del salto con l'asta ai Giochi olimpici di Parigi.
Nel 2025 si classifica quarta ai campionati europei indoor di Apeldoorn e dodicesima ai campionati mondiali indoor di Nanchino.
In carriera, dal 2021 al 2025, ha conquistato cinque titoli di campionessa nazionale finlandese: due all'aperto e tre al coperto.

## Progressione

### Salto con l'asta
| Stagione | Misura    | Luogo        | Data      | Rank. Mond. |
| -------- | --------- | ------------ | --------- | ----------- |
| 2025     | 4,70 m(i) | Apeldoorn    | 8-3-2025  |             |
| 2024     | 4,63 m    | Täby         | 31-5-2024 |             |
| 2023     | 4,56 m    | Turku        | 13-6-2023 |             |
| 2022     | 4,50 m    | Joensuu      | 6-8-2022  |             |
| 2022     | 4,50 m    | Espoo        | 8-6-2022  |             |
| 2021     | 4,53 m    | Turku        | 22-5-2021 |             |
| 2020     | 4,50 m    | Somero       | 19-6-2020 |             |
| 2019     | 4,00 m    | Helsinki     | 12-8-2019 |             |
| 2019     | 4,00 m    | Somero       | 29-6-2019 |             |
| 2018     | 4,25 m    | Kemi         | 31-7-2018 |             |
| 2017     | 4,15 m    | Umea         | 20-8-2017 |             |
| 2016     | 4,05 m    | Lappeenranta | 7-8-2016  |             |
| 2015     | 4,32 m(i) | Oulu         | 1-2-2015  |             |
| 2014     | 4,10 m    | Eugene       | 24-7-2014 |             |
| 2014     | 4,10 m    | Eugene       | 22-7-2014 |             |
| 2014     | 4,10 m    | Kuortane     | 13-7-2014 |             |
| 2013     | 4,02 m    | Utrecht      | 19-7-2013 |             |
| 2012     | 3,50 m    | Somero       | 14-6-2012 |             |
| 2012     | 3,50 m    | Haapajarvi   | 26-5-2012 |             |
| 2012     | 3,50 m    | Tampere      | 18-2-2012 |             |
| 2011     | 3,10 m    | Espoo        | 18-6-2011 |             |

## Palmarès
| Anno | Manifestazione                           | Sede              | Evento           | Risultato      | Prestazione | Note                          |
| ---- | ---------------------------------------- | ----------------- | ---------------- | -------------- | ----------- | ----------------------------- |
| 2013 | Festival olimpico della gioventù europea | Utrecht           | Salto con l'asta | Argento        | 4,02 m      |                               |
| 2014 | Mondiali juniores                        | Eugene            | Salto con l'asta | 9ª             | 4,10 m      |                               |
| 2015 | Europei juniores                         | Eskilstuna        | Salto con l'asta | 4ª             | 4,15 m      |                               |
| 2021 | Giochi olimpici                          | Tokyo             | Salto con l'asta | Qualificazione | nm          |                               |
| 2022 | Mondiali                                 | Eugene            | Salto con l'asta | Qualificazione | 4,20 m      |                               |
| 2022 | Europei                                  | Monaco di Baviera | Salto con l'asta | 11ª            | 4,40 m      |                               |
| 2023 | Europei indoor                           | Istanbul          | Salto con l'asta | Qualificazione | 4,45 m      |                               |
| 2023 | Mondiali                                 | Budapest          | Salto con l'asta | Qualificazione | 4,50 m      |                               |
| 2024 | Europei                                  | Roma              | Salto con l'asta | 4ª             | 4,58 m      |                               |
| 2024 | Giochi olimpici                          | Parigi            | Salto con l'asta | 14ª            | 4,40 m      |                               |
| 2025 | Europei indoor                           | Apeldoorn         | Salto con l'asta | 4ª             | 4,70 m      | Miglior prestazione personale |
| 2025 | Mondiali indoor                          | Nanchino          | Salto con l'asta | 12ª            | 4,30 m      |                               |

## Campionati nazionali
- 2 volte campionessa finlandese assoluta del salto con l'asta (2022, 2024)
- 3 volte campionessa finlandese assoluta del salto con l'asta indoor (2021, 2023, 2025)
- 2 volte campionessa finlandese under 23 del salto con l'asta (2018, 2020)
- 1 volta campionessa finlandese under 23 del salto con l'asta indoor (2020)
- 2 volte campionessa finlandese under 20 del salto con l'asta (2016, 2017)
- 1 volta campionessa finlandese under 20 del salto con l'asta indoor (2017)

2012
- 9ª ai campionati finlandesi assoluti indoor, salto con l'asta - 3,50 m
- 4ª ai campionati finlandesi under 18 indoor, salto con l'asta - 3,45 m

2013
- 5ª ai campionati finlandesi assoluti, salto con l'asta - 3,80 m

2014
- 5ª ai campionati finlandesi under 18 indoor, salto con l'asta - 3,55 m
- 6ª ai campionati finlandesi assoluti indoor, salto con l'asta - 3,70 m
- Bronzo ai campionati finlandesi assoluti, salto con l'asta - 4,00 m

2015
- Bronzo ai campionati finlandesi assoluti indoor, salto con l'asta - 4,30 m
- Argento ai campionati finlandesi under 18 indoor, salto con l'asta - 4,03 m
- 5ª ai campionati finlandesi assoluti, salto con l'asta - 3,90 m

2016
- In batteria ai campionati finlandesi assoluti indoor, 60 m ostacoli - 8"84
- In batteria ai campionati finlandesi under 20 indoor, 60 m ostacoli - 9"05
- 5ª ai campionati finlandesi assoluti, salto con l'asta - 3,95 m
- Oro ai campionati finlandesi under 20, salto con l'asta - 4,05 m

2017
- Argento ai campionati finlandesi assoluti indoor, salto con l'asta - 4,10 m
- Oro ai campionati finlandesi under 20 indoor, salto con l'asta - 4,00 m
- 4ª ai campionati finlandesi assoluti, salto con l'asta - 3,85 m
- Oro ai campionati finlandesi under 20, salto con l'asta - 4,00 m

2018
- 4ª ai campionati finlandesi assoluti, salto con l'asta - 4,20 m
- Oro ai campionati finlandesi under 23, salto con l'asta - 4,20 m

2019
- 5ª ai campionati finlandesi assoluti, salto con l'asta - 3,81 m
- Argento ai campionati finlandesi under 23, salto con l'asta - 3,95 m

2020
- Argento ai campionati finlandesi assoluti indoor, salto con l'asta - 4,15 m
- Oro ai campionati finlandesi under 23 indoor, salto con l'asta - 4,30 m
- Argento ai campionati finlandesi assoluti, salto con l'asta - 4,12 m
- Oro ai campionati finlandesi under 23, salto con l'asta - 4,40 m

2021
- Oro ai campionati finlandesi assoluti indoor, salto con l'asta - 4,33 m
- Argento ai campionati finlandesi assoluti, salto con l'asta - 4,41 m

2022
- Oro ai campionati finlandesi assoluti, salto con l'asta - 4,40 m

2023
- Oro ai campionati finlandesi assoluti indoor, salto con l'asta - 4,51 m
- Bronzo ai campionati finlandesi assoluti, salto con l'asta - 4,30 m

2024
- Oro ai campionati finlandesi assoluti, salto con l'asta - 4,52 m

2025
- Oro ai campionati finlandesi assoluti indoor, salto con l'asta - 4,50 m

## Altre competizioni internazionali
2021
- Bronzo in First League ai campionati europei a squadre ( Chorzów), salto con l'asta - 4,45 m